# 突袭 (电影)
《突袭》是2011年一部印度尼西亚动作片，由加雷斯·埃文斯执导，伊科·乌艾斯、唐尼·阿兰西亚等主演。本片讲述了一支特警部队和一帮躲在30层高楼的毒贩之间的一场攻坚战，片中采用大量的专业近身搏击术CQC增添影片的可看性。林肯公园乐队的配乐也是一大亮点。本片曾荣获2011年多伦多国际电影节票选最佳电影。本片的续集《全面突襲2：拳力進擊》于2014年3月28日上映。

## 劇情
拉瑪（Rama），一名新手警員，加入了由賈卡中士（Sgt. Jaka）和瓦宇中尉（Lt. Wahyu）領導的20人特警小隊，目的是突襲一棟位於雅加達貧民窟、由毒梟塔瑪·里亞迪（Tama Riyadi）掌控的公寓大樓並逮捕他。然而，塔瑪和他的兩名副手安迪（Andi）及瘋狗（Mad Dog）經營這棟大樓，提供庇護讓罪犯和癮君子租住。突襲行動開始時，小隊未被察覺，順利清理了一樓並制服了一些租戶，甚至遇到了一位合法住戶戈法爾（Gofar），他正為生病的妻子送藥。
當小隊行進至六樓時，被兩名少年哨兵發現，儘管其中一人被射殺，另一人成功發出警報。塔瑪隨即召集援軍，包括一對狙擊手消滅了大樓外的守衛，以及一群槍手摧毀了警隊的載具。趁著混亂，塔瑪的手下奪回了大樓前五層的控制權。他切斷大樓的電源，並利用廣播系統宣布，凡是能殺死警方的人，將可永久住在大樓內。
瓦宇向賈卡承認，這次行動是他策劃的，目的是消滅塔瑪，因為塔瑪與包括他自己在內的腐敗警官有勾結。然而，這次行動並未得到警方上層的正式批准，也不會有任何增援。小隊隨後被塔瑪的槍手伏擊，幾乎全軍覆沒。
殘存的隊員，包括拉瑪、波沃（Bowo）、賈卡、瓦宇、達古（Dagu）、阿利（Alee）、杭吉（Hanggi）和另一名未具名警員，撤退到一間空公寓，卻被更多的武裝分子包圍。拉瑪利用斧頭砍開地板，讓小隊從天花板逃到下一層。他們雖然成功撤退，但波沃重傷，阿利、杭吉以及未具名警員喪命。拉瑪設計了一個即興爆炸裝置，用瓦斯罐和冰箱炸死了追擊的敵人。
隨著更多的敵人逼近，小隊分為兩組行動：賈卡、達古和瓦宇退回五樓，而拉瑪和波沃往上攀升。拉瑪與一群刺客交手後，找到戈法爾的公寓。戈法爾不情願地收留了他們，成功躲過持刀幫派的搜尋。處理波沃的傷勢後，拉瑪繼續尋找賈卡的隊伍，途中與持刀幫派展開激烈戰鬥，最終將對方首領推下窗戶，掉落到消防梯上。
在六樓，拉瑪遇見了安迪，他剛殺死了塔瑪的兩名手下。安迪原來是拉瑪失聯多年的哥哥，而拉瑪參與這次行動是受父親所託尋找他。儘管如此，安迪拒絕改邪歸正，而拉瑪則堅持要救出同伴，兩人分道揚鑣。
瘋狗發現賈卡和他的隊伍躲在四樓，瓦宇逃走，賈卡指示達古保護他。瘋狗向賈卡提出徒手決鬥的挑戰，最終殺死賈卡並向塔瑪報告。然而，塔瑪透過監控得知安迪的背叛，對他展開攻擊並制伏了他。
拉瑪、達古和瓦宇則一路殺到十五樓塔瑪所在處，期間掃蕩了一間毒品實驗室。拉瑪在途中發現瘋狗正在折磨安迪，瘋狗同意讓拉瑪釋放安迪，並與兩人展開戰鬥。經過激烈交手，兄弟倆合力殺死瘋狗。
與此同時，瓦宇和達古與塔瑪對峙，瓦宇射殺了達古，劫持塔瑪做人質。塔瑪嘲諷瓦宇，表示他早已知道這次行動，並揭露瓦宇其實被腐敗上司雷扎（Reza）設局，最終將被殺死。絕望的瓦宇槍殺塔瑪後企圖自殺，卻發現已無子彈。安迪利用他的影響力，讓拉瑪帶著波沃和瓦宇安全離開，並交給拉瑪一份塔瑪與貪官的錄音，讓他聯繫布納瓦爾（Bunawar）。拉瑪請求安迪回家，但安迪拒絕，表示他能在黑幫裡保護拉瑪，但拉瑪在外界卻無法保護他。最終，拉瑪與波沃和瓦宇離開，安迪微笑著走回公寓大樓。

## 角色
- 伊科·乌艾斯 - Rama
- 唐尼·阿兰西亚 - Andi
- 雷·萨亥塔彼 - Tama Riyadi
- 雅彦·鲁伊安 - Mad Dog
- 皮埃尔·格伦特 - Lieutenant Wahyu
- 喬·塔斯利姆 - Sergeant Jaka
- Tegar Satrya - Bowo
- Eka "Piranha" Rahmadia - Dagu
- 威尔第·索莱曼 - Budi
- 阿南达·乔治 - Ari